# Tấn công tàu điện ngầm Sankt-Peterburg 2017
Vụ tấn công ở tàu điện ngầm Sankt-Peterburg là một vụ nổ xảy ra vào ngày 3 tháng 4 năm 2017 trên một tàu điện ngầm Sankt-Peterburg giữa các nhà ga Sennaya Ploshchad và Institut Tekhnologichesky. Sáng ngày hôm sau, bộ trưởng bộ Y tế Nga Veronika Skworzowa cho biết, 11 người chết ngay tại chỗ, thêm 3 người khác hoặc chết trong xe cứu thương hoặc ở bệnh viện . Ít nhất 50 người khác bị thương trong vụ việc. Thiết bị nổ đã được chứa trong một chiếc cặp. Một thiết bị nổ thứ hai đã được tháo dỡ từ nhà ga Sankt-Peterburg.

## Vụ tấn công
Vào ngày 3 tháng 4 năm 2017, một vụ nổ xảy ra trên một tàu điện ngầm Sankt-Peterburg giữa Sennaya Ploshchad và các nhà ga Tekhnologichesky Institut. Theo các báo cáo về vụ nổ, tất cả các trạm tàu điện ngầm ở Sankt-Peterburg đã được đóng cửa ngay lập tức. Vào chiều tối, dịch vụ tàu điện được tiếp tục với các tuyến số 3, 4 và 5.
Quả bom thứ hai được phát hiện tại trạm Ploshchad Vosstaniya; nó đã được tháo dỡ. Người ta báo cáo thiết bị đã sử dụng là bom mảnh vụn.

## Người tấn công
Một người đánh bom tự sát từ Kyrgyzstan được cho là đã thực hiện vụ tấn công trên tàu điện ngầm ở Saint Petersburg. Một phát ngôn viên của cơ quan mật vụ Kyrgyzstan tuyên bố như vậy vào hôm thứ ba ở thủ đô Bishkek. Theo đó, thủ phạm là Akbarschon Dschalilow chịu trách nhiệm về vụ nổ giết chết 11 người vào thứ hai và hàng chục người bị thương. Sinh ra tại thành phố Osh vào năm 1995 thanh niên này có lẽ cũng có quốc tịch Nga. Theo lời tường thuật từ các tờ báo Nga Moskovskij Komsomolets, Gazeta.ru, anh ta đã làm việc như là một đầu bếp tại một quán bán sushi trong năm 2015, nhưng sau đó biến mất.

## Phản ứng

### Nội địa

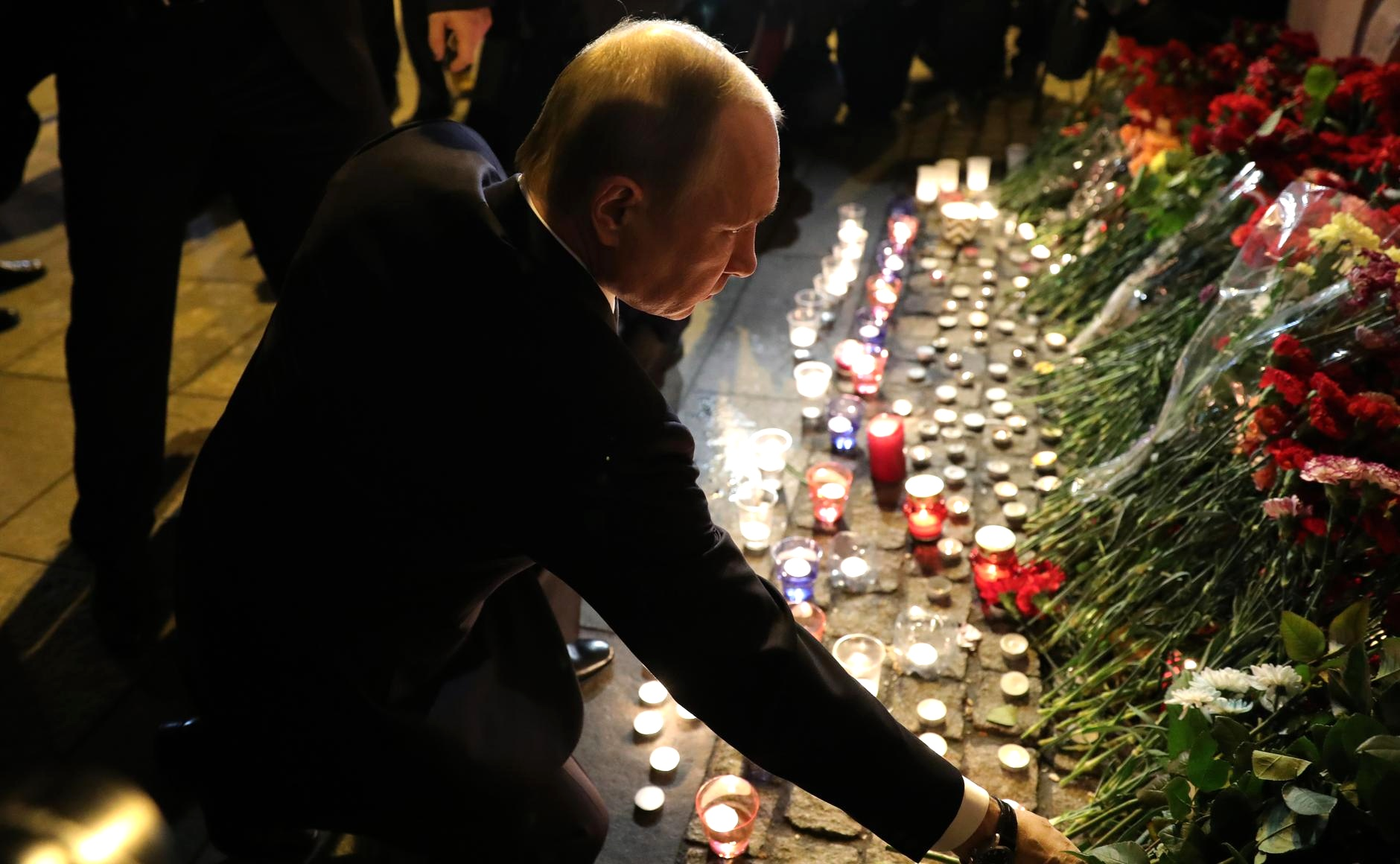

Tổng thống Nga Vladimir Putin đã ở trong thành phố khi cuộc tấn công xảy ra và cam kết điều tra kỹ lưỡng. Trong một cuộc họp không liên quan với Tổng thống Belarus Alexander Lukashenko, Putin tuyên bố rằng họ "đang xem xét tất cả các nguyên nhân có thể, bao gồm khủng bố". Tuyên bố của ông được theo sau bởi Lukashenko bày tỏ nỗi buồn của ông về vụ đánh bom.
Thị trưởng Moscow Sergey Sobyanin bày tỏ sự chia buồn với các nạn nhân của cuộc tấn công và ra lệnh tăng cường các biện pháp an ninh xung quanh cơ sở hạ tầng giao thông của thủ đô, theo báo chí của Thị trưởng và thành phố Gulnara Penkova.
Tổng thống Dmitry Medvedev, đại diện của Đan Mạch, Ba Lan, của Anh, NATO và Uỷ ban Châu Âu
Người đứng đầu Chechnya Ramzan Kadyrov gọi vụ nổ tàu điện ngầm là "một hành động khủng bố khủng khiếp" và kêu gọi xác định và trừng phạt các thủ phạm.

## Nạn nhân
| Quốc gia   | Tử vong |
| ---------- | ------- |
| Nga        | 14      |
| Kazakhstan | 1       |
| Azerbaijan | 1       |
| Total      | 16      |